# João Almeida
João Pedro Gonçalves Almeida, més conegut com a João Almeida (portuguès: João Pedro Gonçalves Almeida)  (Caldas da Rainha, 5 d'agost de 1998), és un ciclista portuguès, professional des del 2018. Actualment corre a l'equip UAE Team Emirates. En el seu palmarès destaca la Lieja-Bastogne-Lieja sub-23 de 2018 i diversos campionats nacionals en categoria inferiors. El 2020 va fer un salt de qualitat important, destacant la tercera posició final a la Volta a Burgos i liderant el Giro d'Itàlia durant quinze etapes, una fita que cap ciclista portuguès aconseguia des que Acácio da Silva ho fes al de 1989.

## Palmarès
- 2014
  -  Campió de Portugal en ruta cadet
  -  Campió de Portugal en contrarellotge cadet
- 2016
  -  Campió de Portugal en ruta júnior
  -  Campió de Portugal en contrarellotge júnior
- 2017
  - Vencedor d'una etapa al Tour de Mersin
  - Vencedor d'una etapa a la Toscana-Terra de ciclisme
  - Vencedor d'una etapa al Tour d'Ucraïna
- 2018
  - 1r a la Lieja-Bastogne-Lieja sub-23
- 2019
  -  Campió de Portugal en ruta sub-23
  -  Campió de Portugal en contrarellotge sub-23
- 2021
  -  Campió de Portugal en contrarellotge
  - 1r a la Volta a Polònia i vencedor de 2 etapes
  - 1r a la Volta a Luxemburg i vencedor d'una etapa
- 2022
  -  Campió de Portugal en ruta
  - Vencedor d'una etapa a la Volta a Catalunya
  - Vencedor d'una etapa a la Volta a Burgos
- 2023
  -  Campió de Portugal en contrarellotge
  - 2n de la general a la Tirrena-Adriàtica
    - 1r  de la Classificació dels joves

  - 2n de la general a la Volta a Polònia
  - 3r de la general al Giro d'Itàlia
    - 1r  de la Classificació dels joves
    - Vencedor de l'etapa 16

  - 3r de la general a la Volta a Catalunya
- 2024
  - 2n de la general a la Volta a Suïssa
    - Vencedor de les etapes 6 i 8

  - 9è de la general a la Volta a Catalunya
- 2025
  - Vencedor d'una etapa a la París-Niça
  - 1r a la Volta al País Basc i vencedor de 2 etapes
  - 1r al Tour de Romandia

### Resultats al Tour de França
- 2024. 4t de la classificació general

### Resultats al Giro d'Itàlia
- 2020. 4t de la classificació general.  Porta el mallot rosa durant 15 etapes
- 2021. 6è de la classificació general
- 2022. No surt (18a etapa)
- 2023. 3r de la classificació general i vencedor d'una etapa.  1r de la Classificació dels joves

### Resultats a la Volta a Espanya
- 2022. 5è de la classificació general
- 2023. 9è de la classificació general
- 2024. No surt (9a etapa)